# Svea artilleriregemente
Se Kvarteret Svea artilleri för kvarteret på Östermalm.

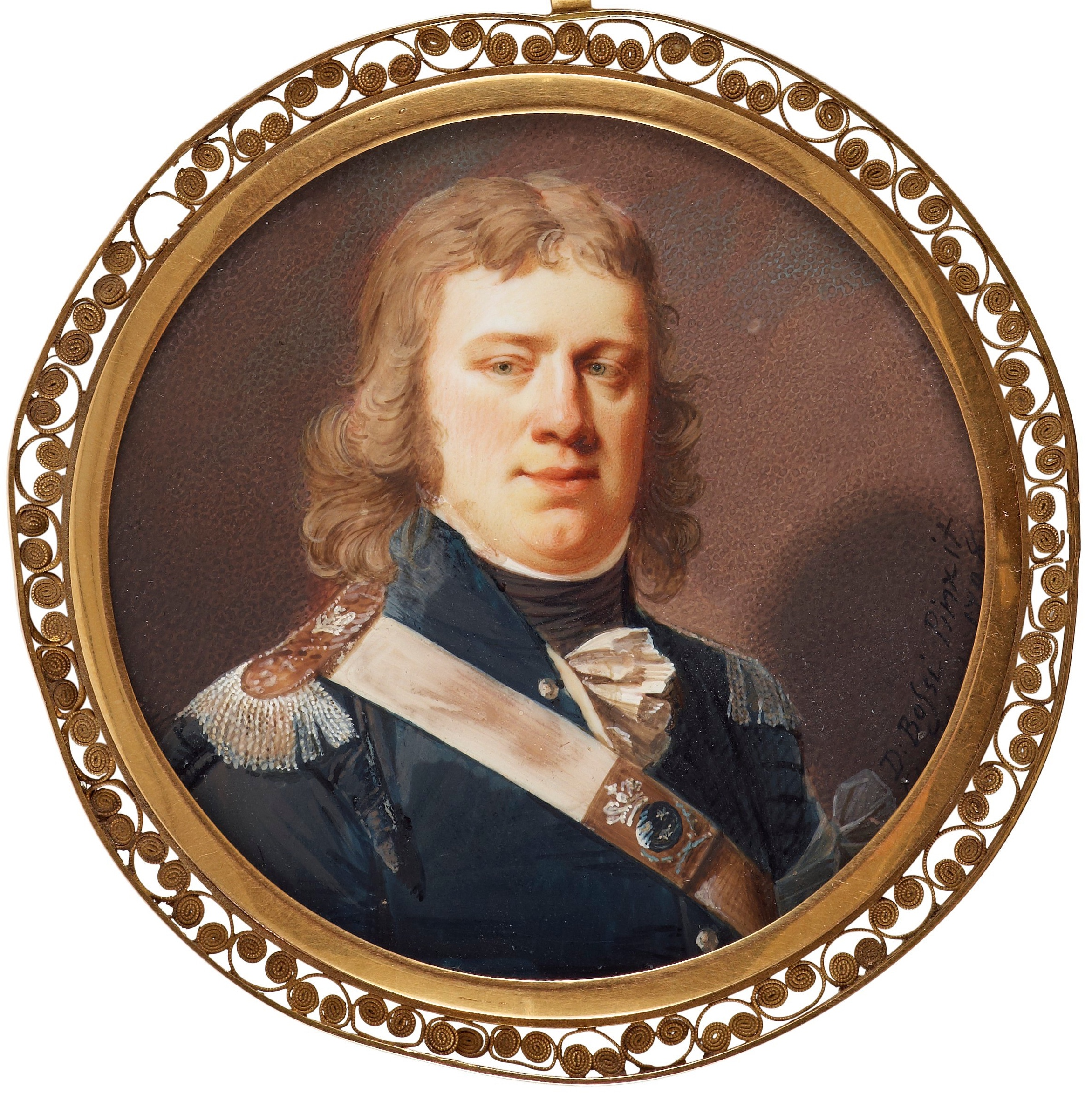
Paul Schröderstierna i uniform m/1792 för Svea artilleriregemente. Hans epålett samt bantlär visar att han är Konungens överadjutant. Porträtt från 1798 av Domenico Bossi.

Svea artilleriregemente (A 1) var ett artilleriförband inom svenska armén som verkade i olika former åren 1794–1997. Förbandsledningen var från 1963 förlagd i Linköpings garnison i Linköping.

## Historia

### Bildandet
Regementet har sitt ursprung i Artilleriregementet som sattes upp 1636 och som 1794 delades upp i fyra regementen, av vilka det i Stockholm stationerade Svea artilleriregemente var ett. 

### Rangordningen
Den rangordning som fastställdes första gången mellan regementena i 1634 års regeringsform, började med freden i Fredrikshamn den 17 september 1809 att halta och skapa luckor, då Finland tillföll Ryssland och de svenska regementen i Finland upplöstes. Därmed fanns det ett behov med att skapa ett nytt system. Under kronprins Karl Johans tid infördes 1816 ett nytt numreringssystem, där de svenska regementena genom en generalorder den 26 mars 1816 tillfördes ett officiellt ordningsnummer. Dock infördes det nya numreringssystem endast vid infanteriet och kavalleriet, först 1830 infördes numreringssystem även vid artilleriet. Där Svea artilleristerna blev № 1 Svea artilleriregemente. Till grund för numreringen låg inte bara ett regementes status, utan också de svenska landskapens inbördes ordning, samt att Svealand, Götaland och Norrland skulle varvas. De lägsta ordningsnumren tilldelades "liv- och hus- trupperna". Dessa nummer hade dock ingenting med rangordningen att göra, vilket bland annat framgår av gamla förteckningar där infanteri- och kavalleriförband är blandade just med hänsyn till rang och värdighet.

### 1830 års organisation
Den 1 juli 1830 infördes även en ny organisation inom artilleriet, där Svea artilleriregemente organiserades på sex batterier om åtta kanoner, jämte tre depåkompanier. År 1831 bildades ett fotbatteri och tilldelades Jämtlands fältjägarregemente, vilket överfördes 1849 till Svea artilleriregemente. Genom 1872 års organisation organiserade regementet tio batterier om sex kanoner (två batterier i Norrland blev aldrig fullt uppsatta) och tre fästningskompanier (på Vaxholm). År 1889 avskiljdes de tre fästningskompanierna och bildade Vaxholms artillerikår. Genom 1892 års organisation bidrog regementet med personal till bildande av Norrlands artilleriregemente samt Andra Svea artilleriregemente, samtidigt antog regementet 1893 namnet Första Svea artilleriregemente. Genom 1892 års organisation bestod regementet av sex batterier. Genom 1901 års organisation erhöll regementet nio kanon- och två fälthaubitsbatterier om fyra pjäser fördelade på fyra divisioner. År 1904 återtogs namnet Svea artilleriregemente.

### Ordningsnumret
I samband med 1914 års härordning justerades 1914 samtliga ordningsnummer inom armén. För Svea artilleriregemente innebar det att regementet blev tilldelad beteckningen A 1. Justeringen av beteckningen gjordes för att särskilja regementen och kårer mellan truppslagen. Det med bakgrund till att namn och nummer som till exempel № 3 Livregementets grenadjärkår och № 3 Livregementets husarkår kunde förefalla egendomliga för den som inte kände till att förbanden ifråga tillhörde skilda truppslag.

### 1925 års försvarsbeslut
Inför försvarsbeslutet 1925 föreslogs att artilleriets truppförband skulle utgöras av fyra fördelningsartilleriregementen, Svea artilleriregemente, Göta artilleriregemente, Wendes artilleriregemente och Norrlands artilleriregemente. Svea artilleriregemente föreslogs sammanslås med Upplands artilleriregemente och samtidigt lokaliseras till Uppsala under namnet Svea artilleriregemente. Flertalet av förslagen i försvarspropositionen kom dock att ändras, bland annat den föreslagna sammanslagningen. Vilket resulterade i att Svea artilleriregemente kvarstod i Stockholm och Upplands artilleriregemente i Uppsala avvecklades.

### Flytten till Järvafältet
Inför försvarsbeslutet 1936 föreslog den sittande regering bland annat att Svea artilleriregemente skulle omlokaliseras från Valhallavägen 117 i Stockholm till Uppsala, för att där överta det förutvarande Upplands artilleriregementes kasernetablissement, vilket disponerades av Arméns underofficerskola. Dock antogs inte regeringens proposition av riksdagen och Svea artilleriregemente kvarstod i Stockholm. Istället beslutades att regementet skulle flyttas ut från Stockholm till ett nyuppfört kasernetablissement på Järvafältet.
År 1946 påbörjade regementet en omlokalisering till Rissne i Sundbybergs kommun, vilken var helt genomförd först 1949. Regementet behöll dock sin officersmäss på Valhallavägen fram till den 17 mars 1961. I Rissne förfogade regementet över Rissne gård, vilken endast användes som lunchmäss. Regementets kaserner på Valhallavägen övertogs av Försvarshögskolan och ridhuset liksom gymnastikhallen övertogs av AB Radiotjänst (sedermera Sveriges Radio och Sveriges Television).

### 1948 års försvarsbeslut
Efter krigsåren var tanken att det svenska försvaret skulle nedrustas, vilket inför försvarsbeslutet 1948 framgick i försvarskommitténs betänkande från 1945, där det bland annat föreslogs att Svea artilleriregemente skulle avvecklas. Istället för en avkylning av det säkerhetspolitiska läget i Europa efter kriget, inleddes en ny osäkerhet genom det kalla krig, som kan sägas inleddes genom Pragkuppen. Detta fick försvarsministern att istället förespråka en förstärkning av försvaret. I december 1947 kom kommitténs förslag och istället beslutades det om en förstärkning, något som för armén bland annat innebar att Svea artilleriregemente kvarstod i freds- och krigsorganisationen.

### Flytten till Linköping
Inför försvarsbeslutet 1958 föreslog regeringen för riksdagen att Östgöta luftvärnsregemente skulle avvecklas och dess utbildningskontingent fördelas på kvarvarande luftvärnsförband. Bakgrunden till förslaget var att den totala utbildningskontingent vid luftvärnet var i behov att minskas, för att motsvara behovet i krigsorganisationen. Att just Östgöta luftvärnsregemente föreslogs avvecklas som fredsförband, var att armén ville förlägga Svea artilleriregemente till Linköping. Det som en vidare bakgrund till att det fanns en önskvärdhet att minska antalet fredsförband i Stockholmsregionen. Det i syfte att det fanns ett önskemål från det civila samhället att få disponera försvarets mark på Järvafältet för bostadsbebyggelse och andra civila ändamål. Men armén var en av anledningarna att Svea artilleriregemente saknade ett användbart skjutfält i sitt direkta närområde. I Linköpingsregionen skulle Svea artilleriregemente få bättre övningsmöjligheter genom det planerade nya skjutfältet Gullbergsfältet, vilket samtidigt skulle bli övnings- och skjutfält till Infanteriets skjutskola samt utgöra ett nytt samövningsfält för IV. militärområdet. Den 1 april 1963 var regementet officiellt på plats i Linköping, där regementet övertog kasernetablissemanget från Östgöta luftvärnsregementes (Lv 2), vilket avvecklades den 31 mars 1962. Kasernerna som regementets flyttade in i var ett tvillingetablissemang uppfört 1922 för Första livgrenadjärregementet  (I 4) och Andra livgrenadjärregementet (I 5). Svea artilleriregemente flyttade in i östra delen som ursprungligen var uppfört för Första livgrenadjärregementet. Flytten av Svea artilleriregemente som var en del av en större omorganisation inom försvaret kom att kallas för Mälarkarusellen. Namnet kom genom att flertal förband omlokaliserades inom östra Sverige. 

### 1974 års regeringsform
I samband med att 1974 års regeringsform trädde i kraft den 1 januari 1975, ändrades namnet från Kungliga Svea artilleriregemente till enbart Svea artilleriregemente. Samtidigt fråntogs Konungen den formella rollen som högste befälhavare för krigsmakten, vilket även kom att gälla rollen som förbandschef över gardesförbanden. Från den 1 januari 1975 blev monarken istället hederschef över gardesförbanden.

### OLLI-reformen
I samband med OLLI-reformen, vilken genomfördes inom försvaret åren 1973–1975, bildades A-förband samt B- och C-förband. A-förbanden var regementen som tillfördes ansvaret för ett försvarsområde och med det blev ett försvarsområdesregemente. Försvarsområdesregementet tillfördes samtidigt mobiliserings- och materialansvaret inom försvarsområdet. Detta medförde att Svea artilleriregemente som ingick i Linköpings försvarsområde kom att bli ett B-förband (utbildningsregemente), medan Livgrenadjärregementet (I 4) sammanslogs den 1 juli 1975 med Linköpings försvarsområde (Fo 41), vilket namnändrades samtidigt till Östergötlands försvarsområde och bildade ett A-förband.

### Försvarsbesluten
Inför försvarsbeslutet 1982 hade överbefälhavaren av olika anledningar undantagit Bodens artilleriregemente, Gotlands artilleriregemente, Norrlands artilleriregemente, Wendes artilleriregemente samt Bergslagens artilleriregemente från granskning gällande att finna en kostnadsreducering inom artilleriet. I den granskning som gjordes stod valet till en avveckling mellan Svea artilleriregemente och Smålands artilleriregemente. Den utredning som gjordes fann att en avveckling av Smålands artilleriregemente skulle erhålla den största kostnadsreducering.
I regeringens proposition 1996/97:4, vilken var etapp 2 i försvarsbeslutet 1996, föreslog regeringen en avveckling av Svea artilleriregemente. Detta tillsammans med Livgrenadjärbrigaden (IB 4) och Svea trängkår (T 1), Mellersta arméfördelningen samt försvarsområdesstaben vid Livgrenadjärregementet (I 4/Fo 41). Regeringens viktigaste motiv till valet av Svea artilleriregemente och Svea trängkår, var att de alternativa förbanden Bergslagens artilleriregemente (A 9), i Kristinehamn och Göta
trängkår (T 2) samtliga var samlokaliserade med enheter för central utbildning och utveckling inom respektive funktion. I propositionen bedömde regeringen att de enheter som skulle avvecklas, då skulle utgå ur grund- och i förekommande fall krigsorganisationen före den 1 januari 1999. Samtliga avvecklingsåtgärderna skulle vara avslutade före den 1 januari 2000. Det sista utbildningsåret vid Svea artilleriregemente genomfördes 1996/1997, och den 31 december 1997 avvecklades och utgick regementet ur grundorganisationen. Det primära vapensystemet vid regementet, haubits 77 (77A), kom att överföras till Gotlands artilleriregemente (A 7).

## Ingående enheter

### Utbildningskompanier
På grund av regementets namn och rang, så hade regementets kompanier inga namn, utan endast nummer.
- 1. kompaniet – skolkompani och utbildning av kompani- och plutonsbefälsvärnpliktiga
- 2. kompaniet – artilleriets radarverksamhet, radarteknisk personal
- 3. kompaniet – InfSS haubitskompani, övningskompani
- 4. kompaniet – ???
- 5. kompaniet – stab och trosskompani, utbildning av ammunitionspersonal och förare till tunga fordon
- 6. kompaniet – Ledningskompani, utbildning av eldledningspersonal, signalister, förare till lätta fordon
- 7. kompaniet – pjäskompani
- 8. kompaniet – ???
- 9. kompaniet – ???

### Fältregementen
Under andra världskriget kom regementet att ansvara för utbildning och mobilisering av två fältregementet. Utöver av regementet mobiliserade Svea artilleriregemente som ett krigsförband, så kom man även mobilisera Upplands artilleriregemente (A 21) som ett så kallat dubbleringsregemente. Upplands artilleriregemente sattes upp den 1 juli 1940 som A 12. Den 1 juli 1941 övergick armén till en ny organisation vilket medförde att Upplands artilleriregemente fick den nya beteckningen A 21.

## Förläggningar och övningsplatser

### Förläggning
När regementet bildades 1794 förlades dess kvartersförläggning med expedition och stallar till Riddargatan 13 (sedan 1879 Armémuseum). Den 28 mars 1876 påbörjades en flytt till Valhallavägen 117. Inflyttningen till den nya adressen var klar den 21 augusti 1877. Från den 1 december 1877 verkade regementet från kasernerna på Valhallavägen, ritade av Ernst Jacobsson. År 1905 gjordes vissa tillbyggnader på kasernområdet. Den 4 november 1946 påbörjades en flytt till Rissne, vilken var helt färdig den 7 juli 1949. I Rissne flyttade regementet in i ett helt nyuppfört kasernområde, ritat av Paul Hedqvist. Genom försvarsbeslutet 1958 beslutades att Östgöta luftvärnsregemente i Linköping skulle upplösas och avvecklas, samt att dess kasernetablissement skulle övertas av Svea artilleriregemente. Våren 1963 omlokaliserades Svea artilleriregemente från Rissne, Sundbybergs stad till Linköping. Kasernetablissement i Rissne övertogs av Tygförvaltningsskolan samt andra fack- och funktionsskolor. År 1984 såldes området till kommunen, som byggde upp en ny stadsdel på det före detta kasernområdet.
I Linköpings garnison förlades regementet till den östra delen på det dubbelkasernområde som ursprungligen hade uppförts till Första livgrenadjärregementet. Dubbelkasernområde är uppfört efter 1901 års härordnings byggnadsprogram efter Kasernbyggnadsnämndens andra typritningsserie för infanterietablissement. De två kasernområdena åtskildes av en väg, och var i stort sett en spegelbild av varandra, med varsin matsal, varsitt förråd, varsitt sjukhus och varsina mässar och så vidare. Till västra delen av dubbelkasernområdet var Livgrenadjärregementet förlagda sedan 1928. 
Åren 1982–1984 renoverades regementets fyra kaserner, vilka kom att döpas till Tre Kronor, Gärdet, Marma och Rissne. Namnen hämtades från regementets tidigare förläggningar och övningsplatser.
Den 30 juni 1985 upplöstes Svea trängregemente. Istället kom förbandet den 1 juli 1985 att uppgå som Svea trängbataljon i Livgrenadjärregementet. Trängbataljonen grupperades på den sydvästra delen av dubbelkasernområdet, med bataljonsledningen grupperad till expeditionslokaler i det kanslihus som tillhörde Svea artilleriregemente. Bataljonsledningen var grupperad kanslihuset fram till den 31 maj 1990, då de fick nya expeditionslokaler inom Livgrenadjärregementets del av garnisonen.
Den 1 oktober 1990 grupperades 14. arméfördelningens kader temporärt i Svea artilleriregementets kanslihus. Det i avvaktan på permanenta lokaler på Malmen. Den 1 juni 1991 förlades staben till Malmen, där staben blev kvar fram att den upplöstes och utgick den 31 december 1997.
Infanteriets officershögskola kom från den 1 juni 1993 förläggas till Linköpings garnison samt i Borensberg. Det då skolan skulle verka i Linköping från den 1 oktober 1993. Skolan övertog kasern Marma, samt det så kallade sammanbindningshuset, båda på Svea artilleriregementets del av dubbelkasernområdet.
År 1997 avvecklades samtliga kvarvarande förband i garnisonen och dubbelkasernområdet såldes till det statliga fastighetsutvecklingsbolaget Vasallen.

### Detachement
Den 4 december 1849 detacherades 9:e batteriet ur regementet till Härnösand. Detachementet förlades till Östanbäckesgatan 8, från 1870 till Tullportgatan 2. Den 30 september 1893 avvecklades detachementet, och 9:e batteriet kom tillsammans med 5:e artilleridivisionen ur Göta artilleriregemente att bilda Norrlands artilleriregemente i Östersunds garnison. Delar av regementet var även tidvis detacherade till Härnösand, Karlstad, Gävle och Gotland.

### Övningsfält
Regementet övade på Ladugårdsgärde och från 1882 på Marma, från 1915 på Järva och från 1963 på Hästholmens skjutplats.

## Heraldik och traditioner

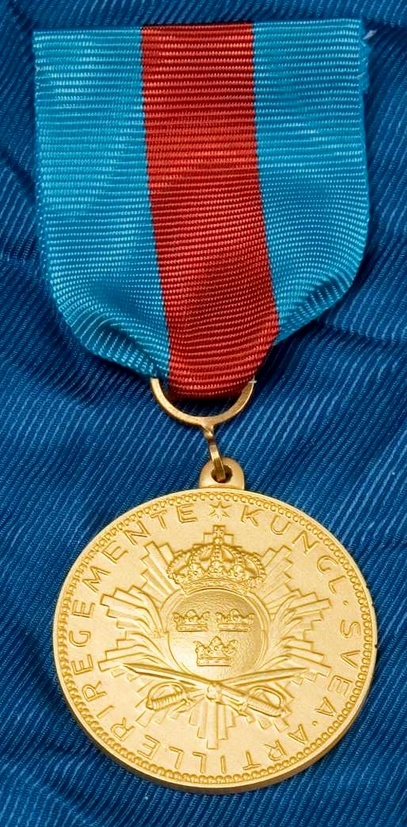
Svea artilleriregementes (SveaartregMSM) minnesmedalj.

När Svea artilleriregemente förlades till Linköping, hissades regementets tretungade svenska fana första gången av en Godvin Olovsson, samma Godvin var den som halade fanan en sista gång den 31 december 1997.  Vid avvecklingen av regementet övertog Gotlands artilleriregemente traditioner och standaret. Den 30 juni 2000 avvecklades Gotlands artilleriregemente. Från den 1 juli 2000 förs regementets traditioner och standar av Artilleriregementet, vilket bland annat återspeglades under åren 2000–2005 då en av Artilleriregementets bataljoner hette Svea artilleribataljon.

### Förbandsstandar
Regementet tilldelades ett förbandsstandar av kung Gustav V på hans födelsedag den 16 juni 1938.

### Församling i Svenska kyrkan
Åren 1794-1927 utgjorde Svea artilleriregementes anställda och deras anhöriga en så kallad icke-territoriell församling.

### Kamratförening
Vid Svea artilleriregemente bildades den 26 maj 1934 kamratföreningen Svea artilleriregementes kamratförening, vilken är en ideell förening och har som syfte att vara en länk och samlingsplats mellan anställda eller värnpliktiga som tjänstgjort vid Svea artilleriregemente, vidare vårdar föreningen förbandets minne och traditioner.

### Utmärkelsetecken
År 1943 instiftades Svea artilleriregementes förtjänstmedalj i guld och silver (SveaartregGM/SveaartregSM) i 8:e storleken. I samband med att Svea artilleriregemente avvecklades instiftades 1997 Svea artilleriregementes minnesmedalj (SveaartregMSM).

## Förbandschefer
Nedan anges regementscheferna mellan 1794 och 1997.

- 1794–1797: Hans Wilhelm Gyllengranat
- 1797–1797: Adolf Ludvig von Friesendorff
- 1797–1800: Otto Wrede
- 1800–1804: Magnus Johan Björnstjerna
- 1804–1812: Carl Armfelt
- 1812–1816: Harald Åkerstein
- 1816–1825: Adolf Sebastian Geete
- 1825–1840: Jonas Hygrell
- 1840–1853: Fredric Dassau
- 1853–1860: Ulrik Rudebeck
- 1860–1871: Otto Nordensvan
- 1871–1872: Carl Henric Hägerflycht
- 1872–1874: Carl Leijonhufvud
- 1874–1885: Claes Gustaf Breitholtz
- 1885–1890: Edvard Julius Breitholtz
- 1890–1898: Henrik von Stockenström
- 1898–1902: Gottschalk Geijer
- 1902–1909: Otto Virgin
- 1909–1918: Gabriel Torén
- 1918–1922: Axel Breitholtz
- 1922–1926: Ludvig Hammarskiöld
- 1926–1927: Axel Lyström
- 1928–1935: Pehr Lagerhjelm
- 1935–1937: Sture Gadd
- 1937–1938: Hjalmar Thorén
- 1938–1940: Axel Rappe
- 1940–1941: Samuel Lars Åkerhielm (t.f. 1939)
- 1941–1941: Gunnar Ekeroth (t.f. 1941)
- 1941–1942: Gustaf Dyrssen
- 1942–1948: Folke Ericsson
- 1948–1951: Bert Carpelan
- 1951–1953: Karl Ångström
- 1953–1955: Gunnar af Klintberg
- 1955–1959: Bengt Elis Leopold Brusewitz
- 1959–1961: Stig O:son Lindström
- 1961–1966: Carl Reuterswärd
- 1966–1968: Tore Gustaf Arne Rääf
- 1968–1974: Sven Werner
- 1974–1979: Åke Eriksson
- 1979–1982: Sven Perfors
- 1982–1987: Rune Eriksson
- 1987–1990: Carl-Ivar Pesula
- 1990–1995: Curt-Christer Gustafsson
- 1995–1997: Christer Lidström

## Namn, beteckning och förläggningsort
| Kungl. Svea artilleriregemente        | 1794-06-23 | – | 1892-12-31 |
| Kungl. Första Svea artilleriregemente | 1893-01-01 | – | 1904-12-07 |
| Kungl. Svea artilleriregemente        | 1904-12-08 | – | 1974-12-31 |
| Svea artilleriregemente               | 1975-01-01 | – | 1997-12-31 |

| № 1 | 1830-07-01 | – | 1914-09-30 |
| A 1 | 1914-10-01 | – | 1997-12-31 |

| Stockholms garnison (F)    | 1877-??-?? | – | 1949-06-08 |
| Sundbyberg/Rissne (F)      | 1946-11-04 | – | 1963-03-31 |
| Linköpings garnison (F)    | 1963-04-01 | – | 1997-12-31 |
| Härnösand (D)              | 1849-12-04 | – | 1893-09-30 |
| Ladugårdsgärdet (Ö)        | 1794-??-?? | – | 1946-??-?? |
| Marma skjutfält (Ö)        | 1880-??-?? | – | 1962-09-22 |
| Järvafältet (Ö)            | 1915-??-?? | – | 1963-03-31 |
| Hästholmens skjutplats (Ö) | 1963-04-01 | – | 1997-12-31 |

## Galleri

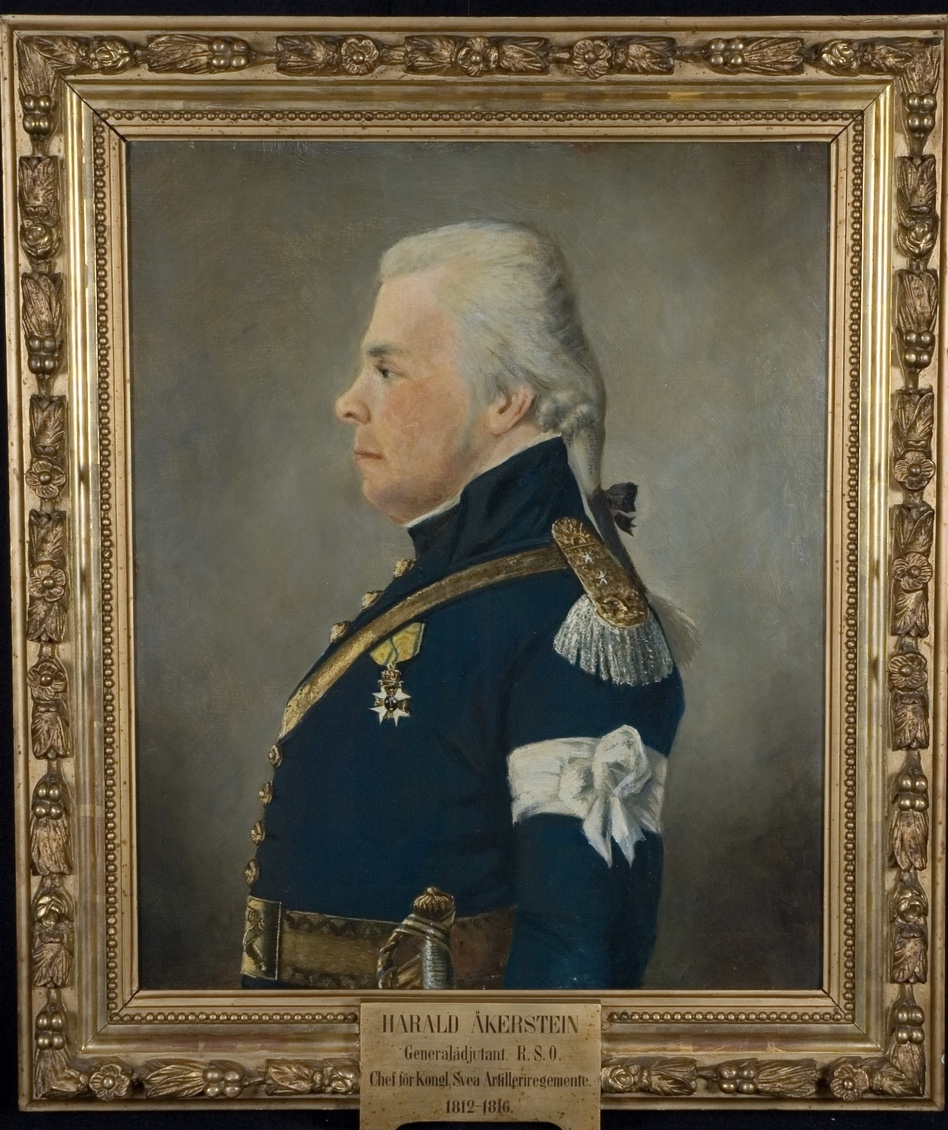
Harald Åkerstein iklädd uniform m/1792 för en överstelöjtnant vid regementet. På bröstet bär han Svärdsorden. Målning från ca 1800 av okänd konstnär.
Uniform m/1792 på en bild från 1794
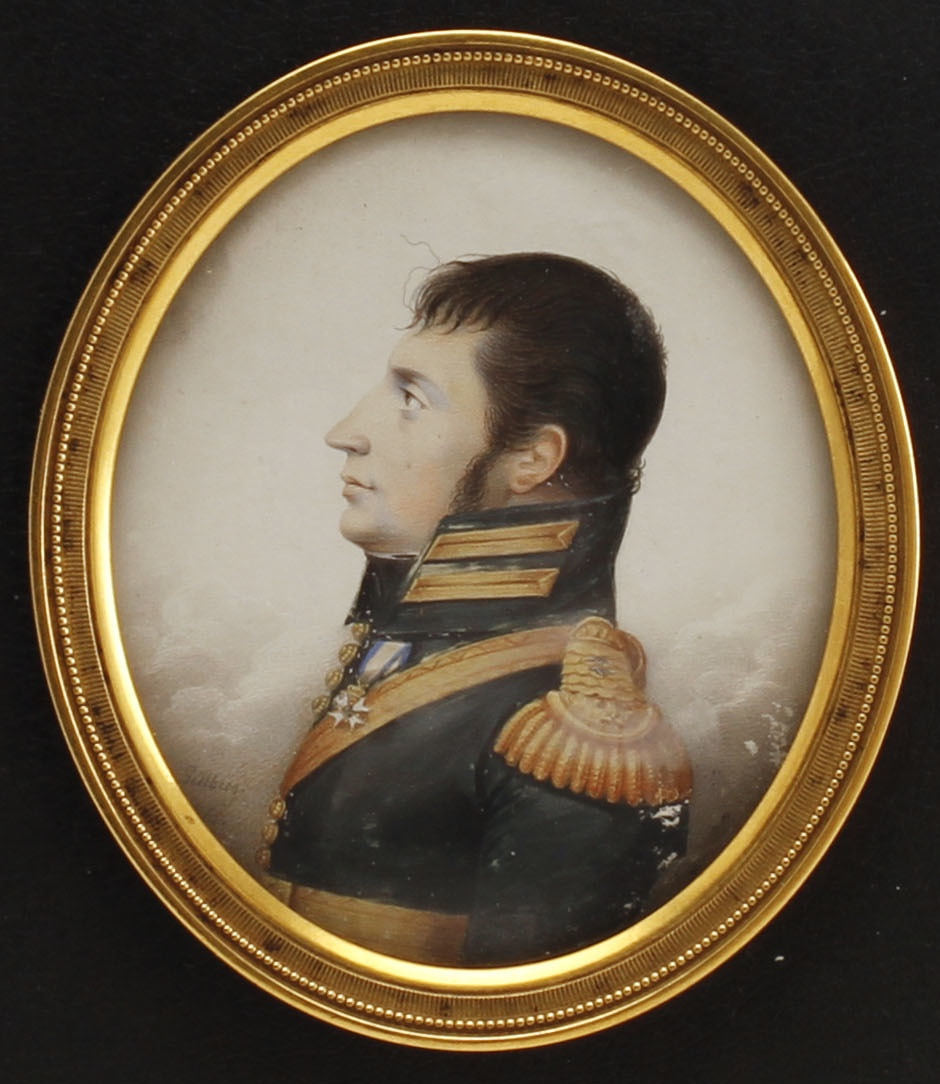
Överstelöjtnanten Lars Silfverstolpe iklädd regementets uniform 1814. Målning av Jacob Axel Gillberg.
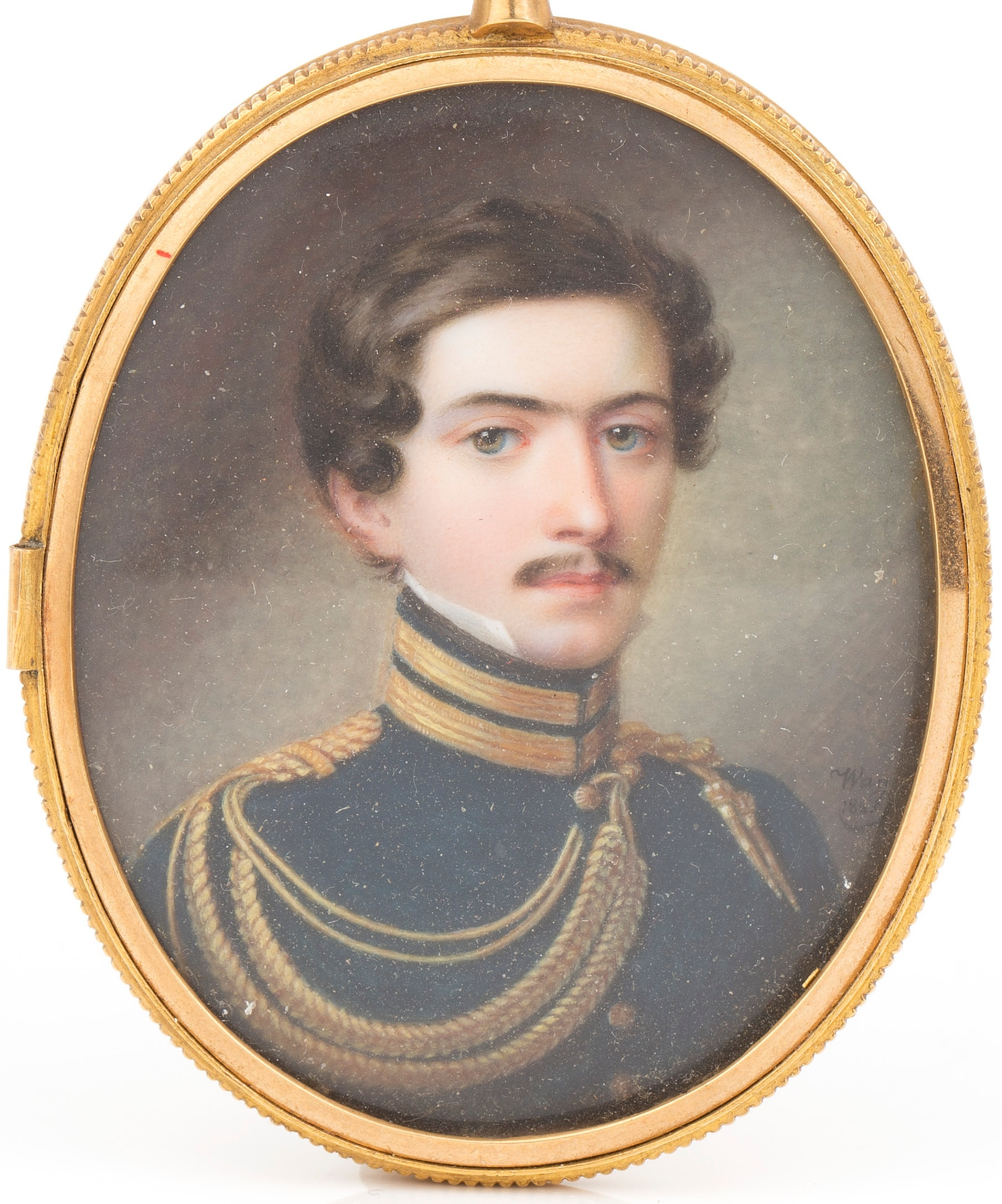
Underlöjtnant Carl af Geijerstam avporträtterad i regementets uniform 1825. Målning av Johan Way.
Regementets uniform cirka 1840.
Uniform cirka 1850
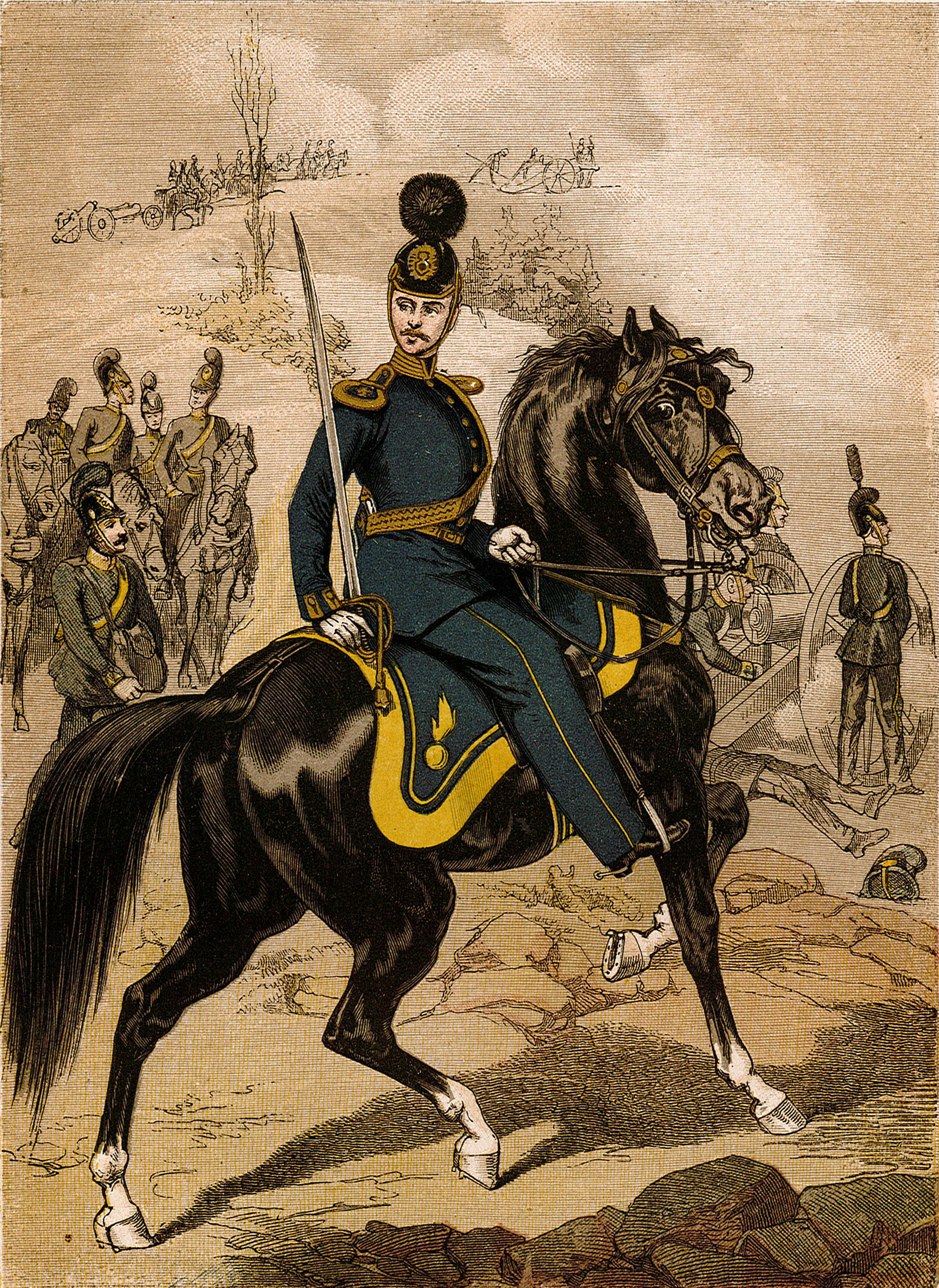
Regementets uniform vid mitten av 1860-talet.
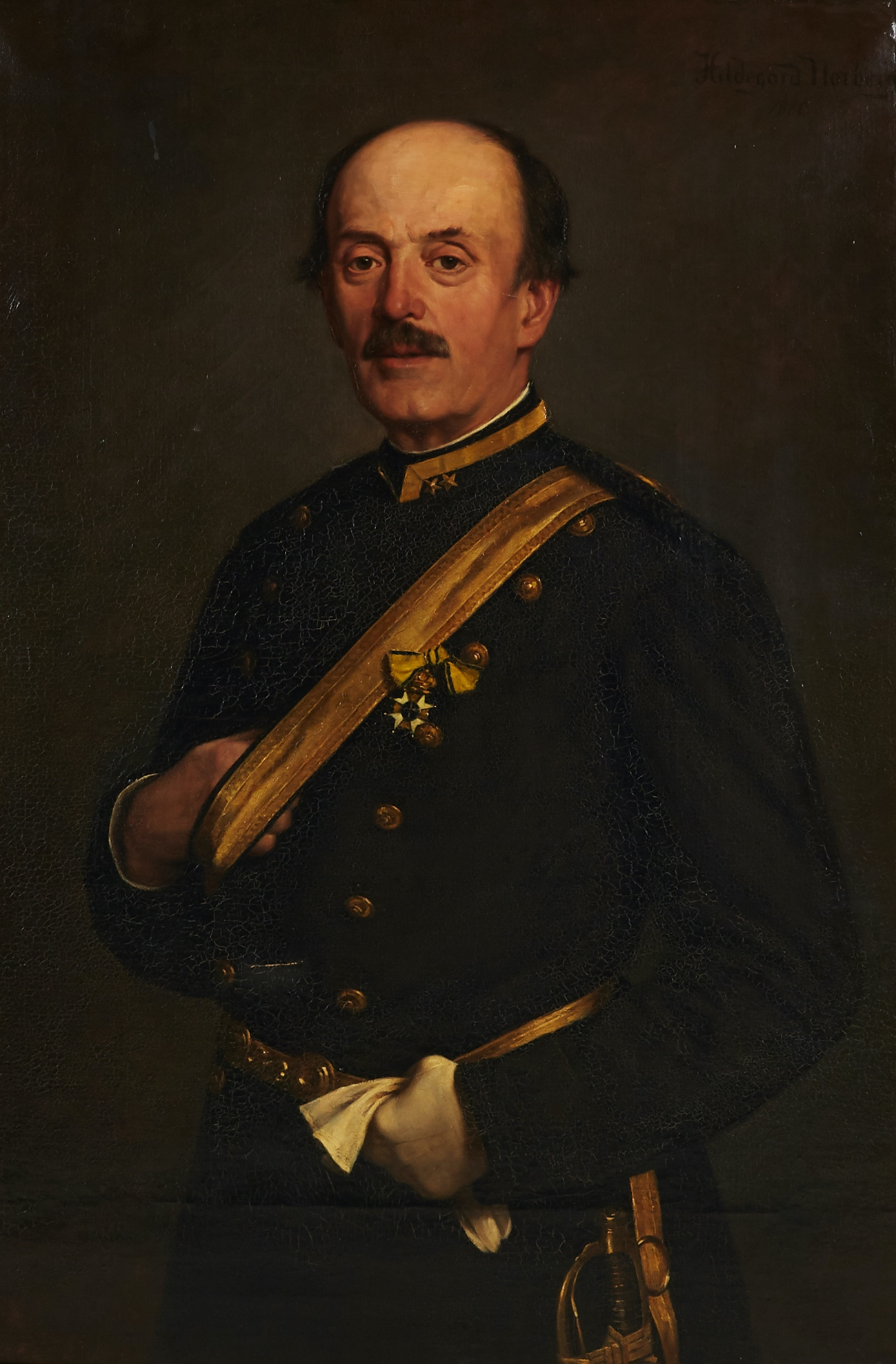
Georg Axel Adlersparre i uniform för en överstelöjtnant (1880).
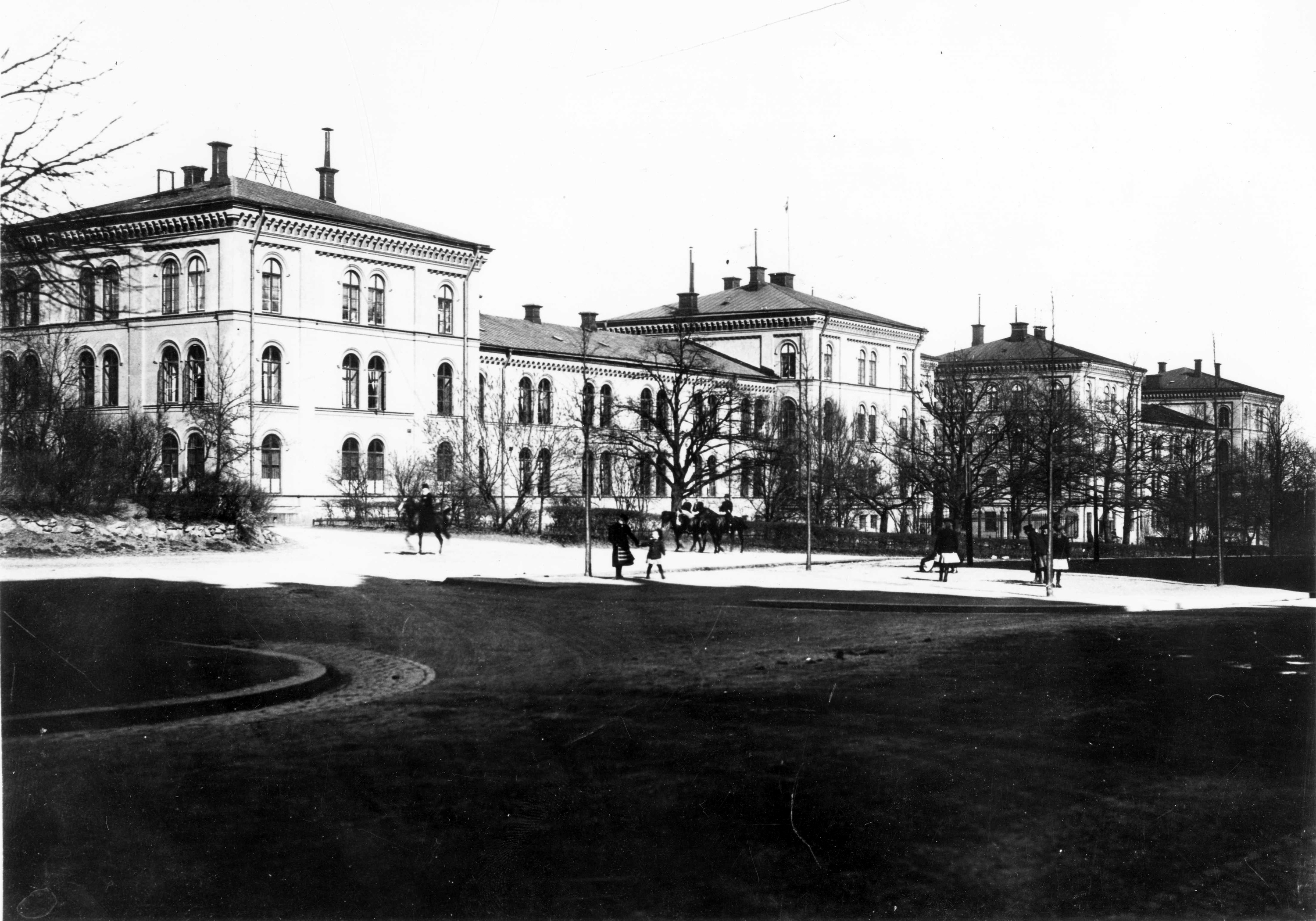
Regementets f.d. kaserner i Stockholm.
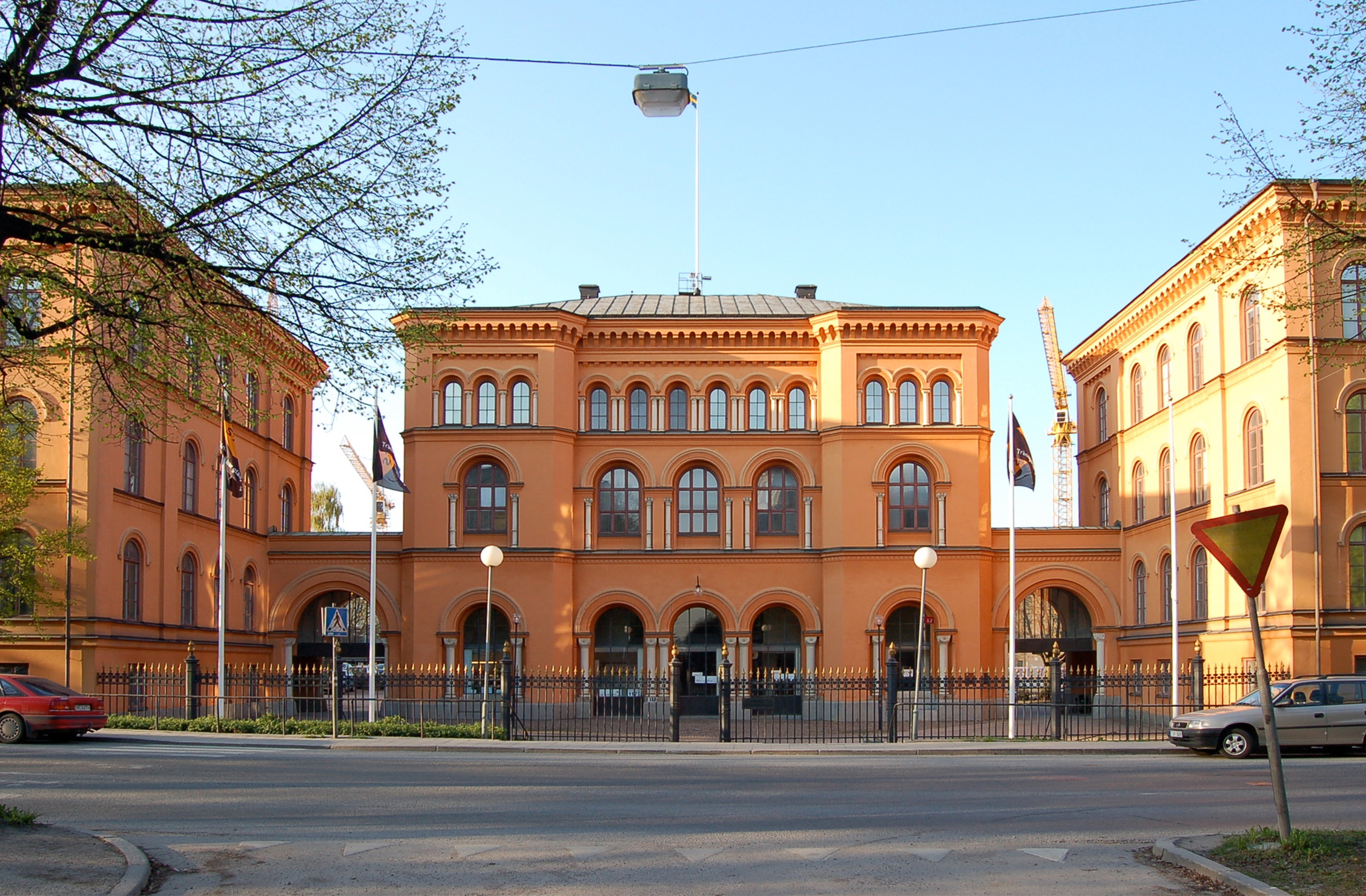
Regementets f.d kaserner vid Valhallavägen i Stockholm, 2006.
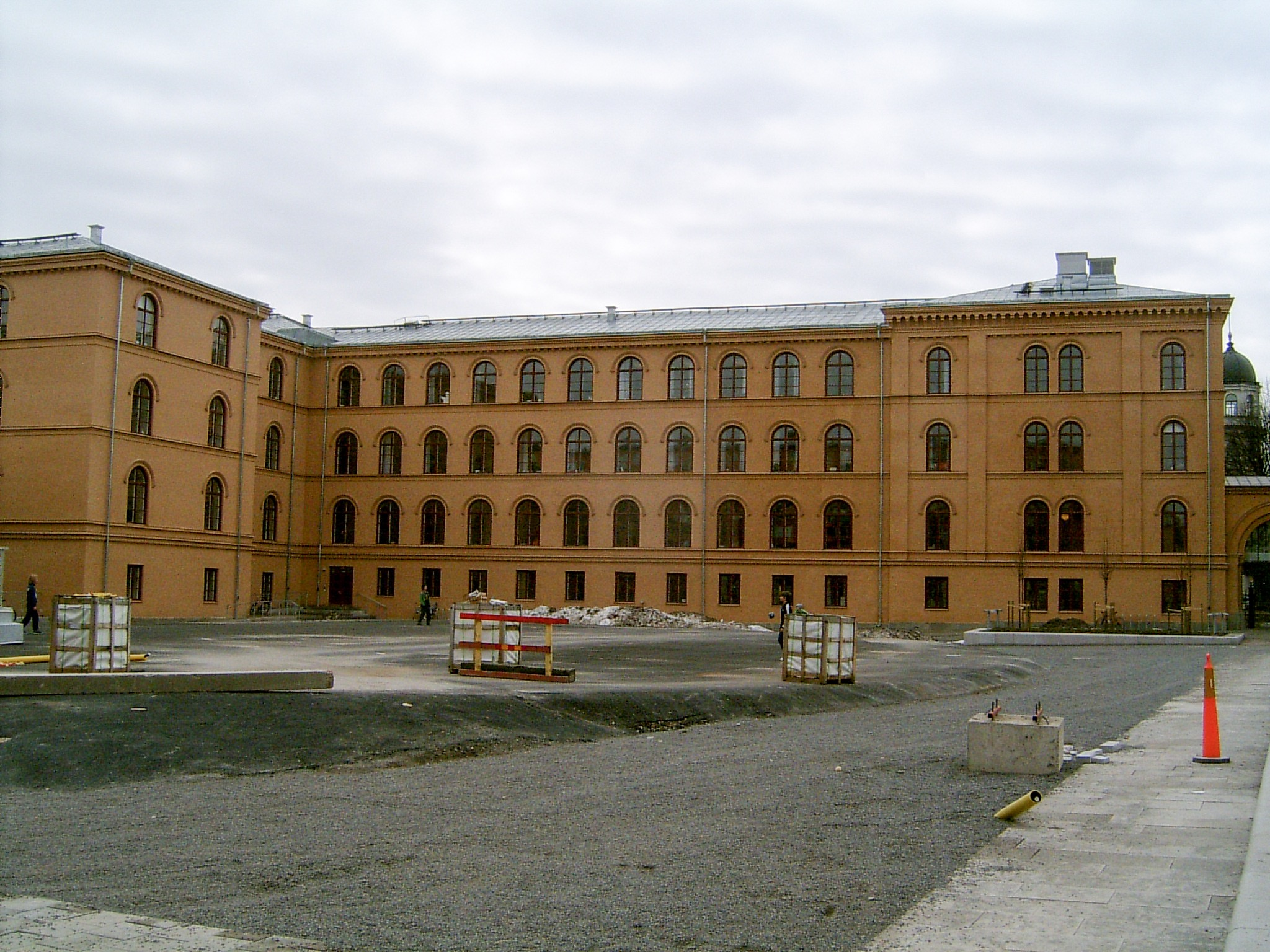
Regementets f.d. kaserner i Stockholm, 2010.
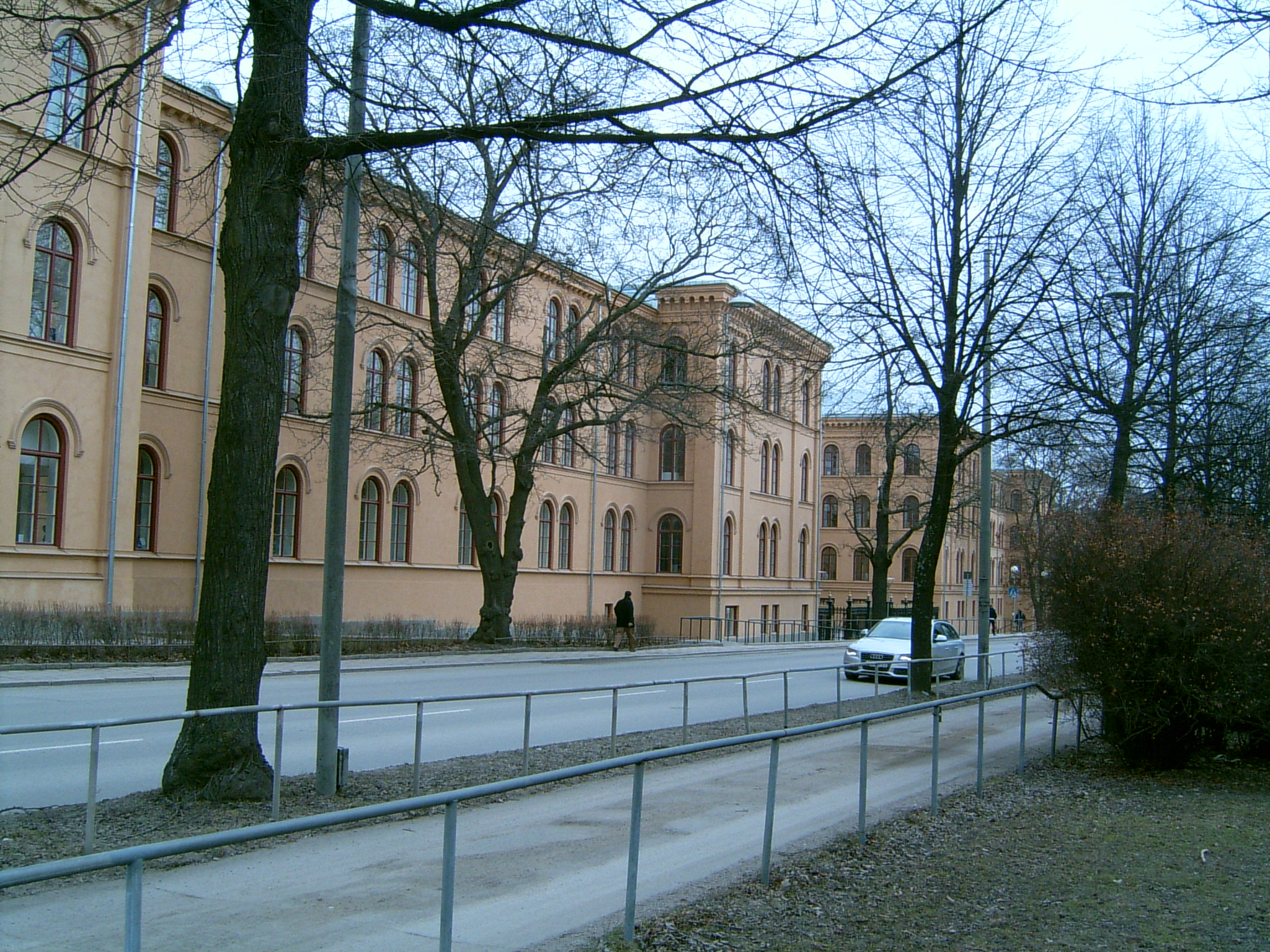
Regementets f.d. kaserner i Stockholm, 2010.
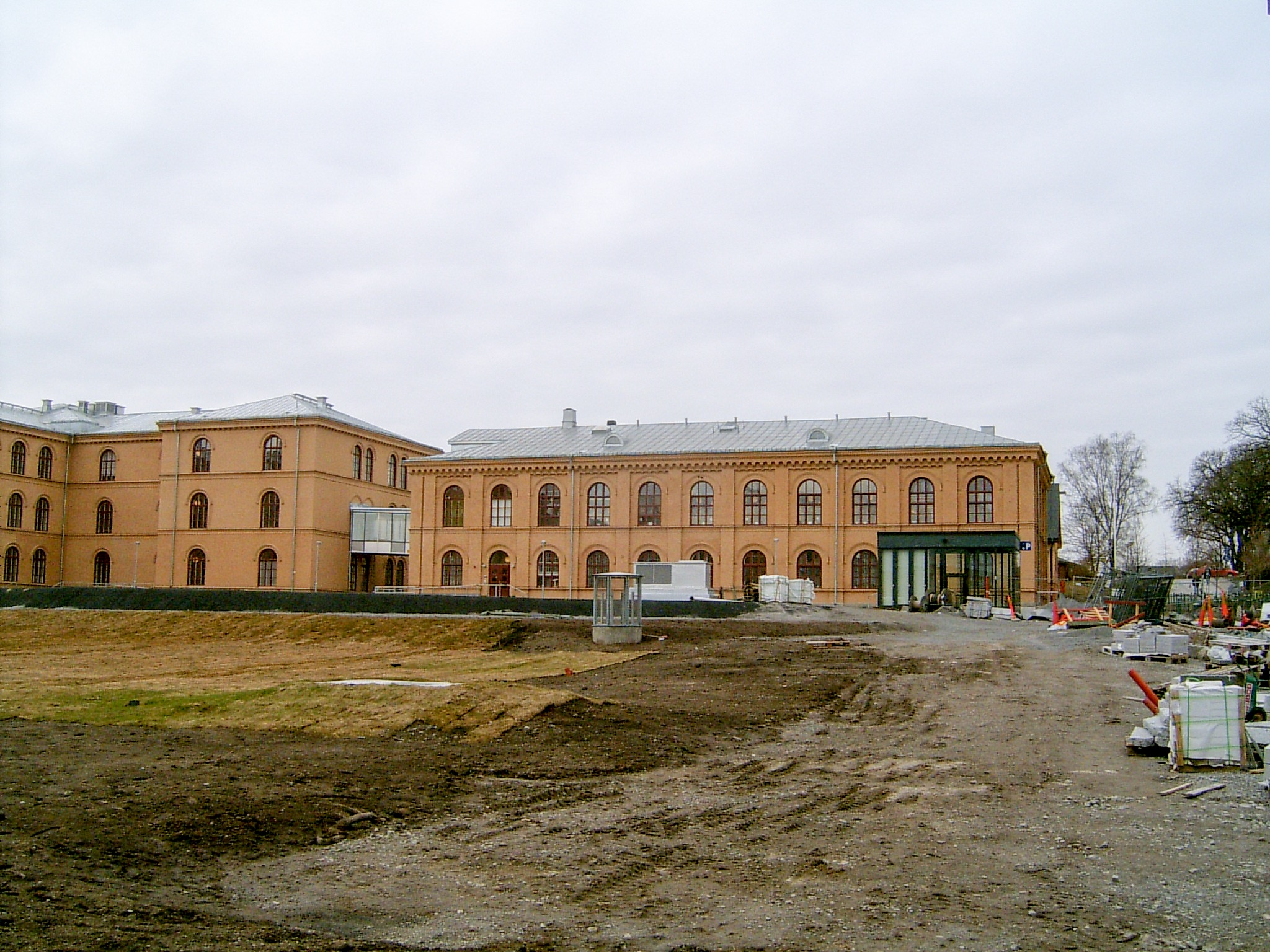
Regementets f.d. kaserner i Stockholm, 2010.
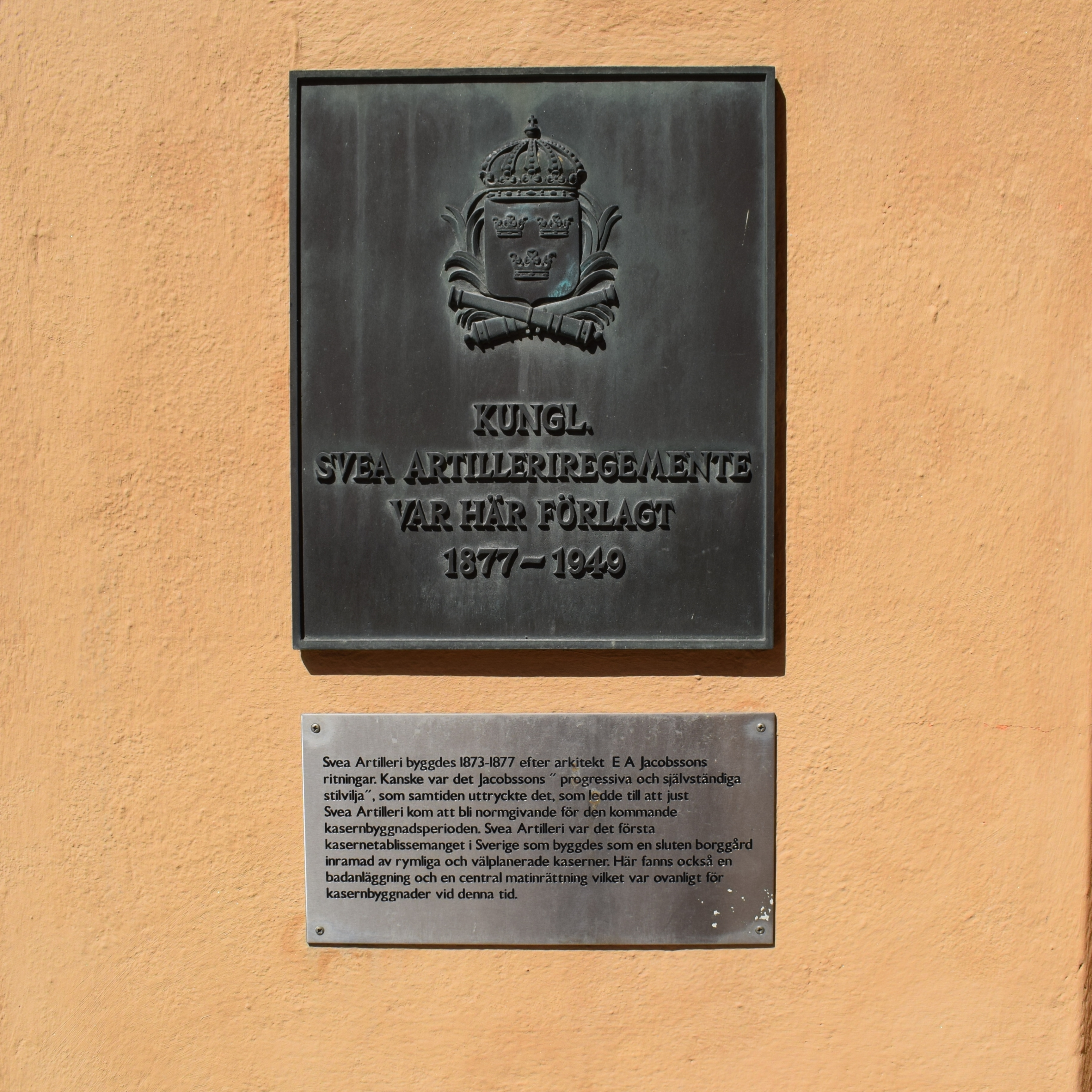
Minnesplatta över regementets tid på Valhallavägen.
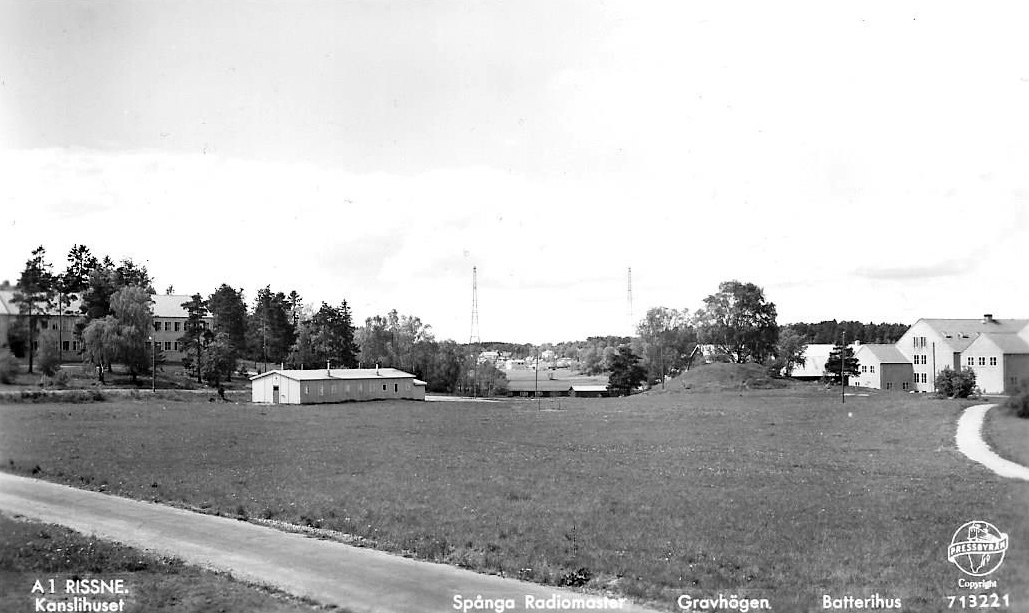
Vy över etablissement i Rissne, med kanslihuset i vänster bildkant samt två kaserner i höger bildkant.
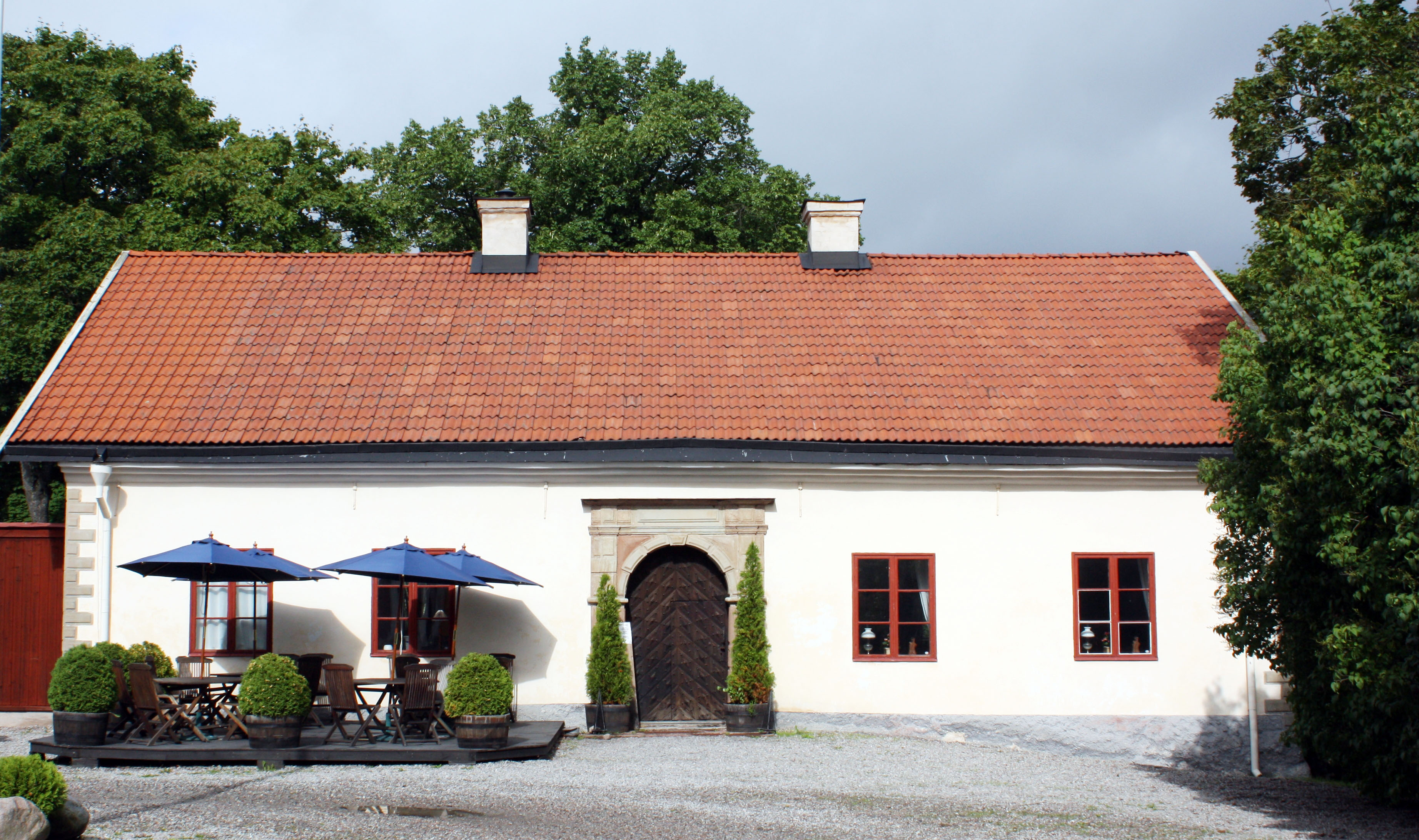
Rissne gård, regementets f.d. officersmäss i Rissne, 2010.
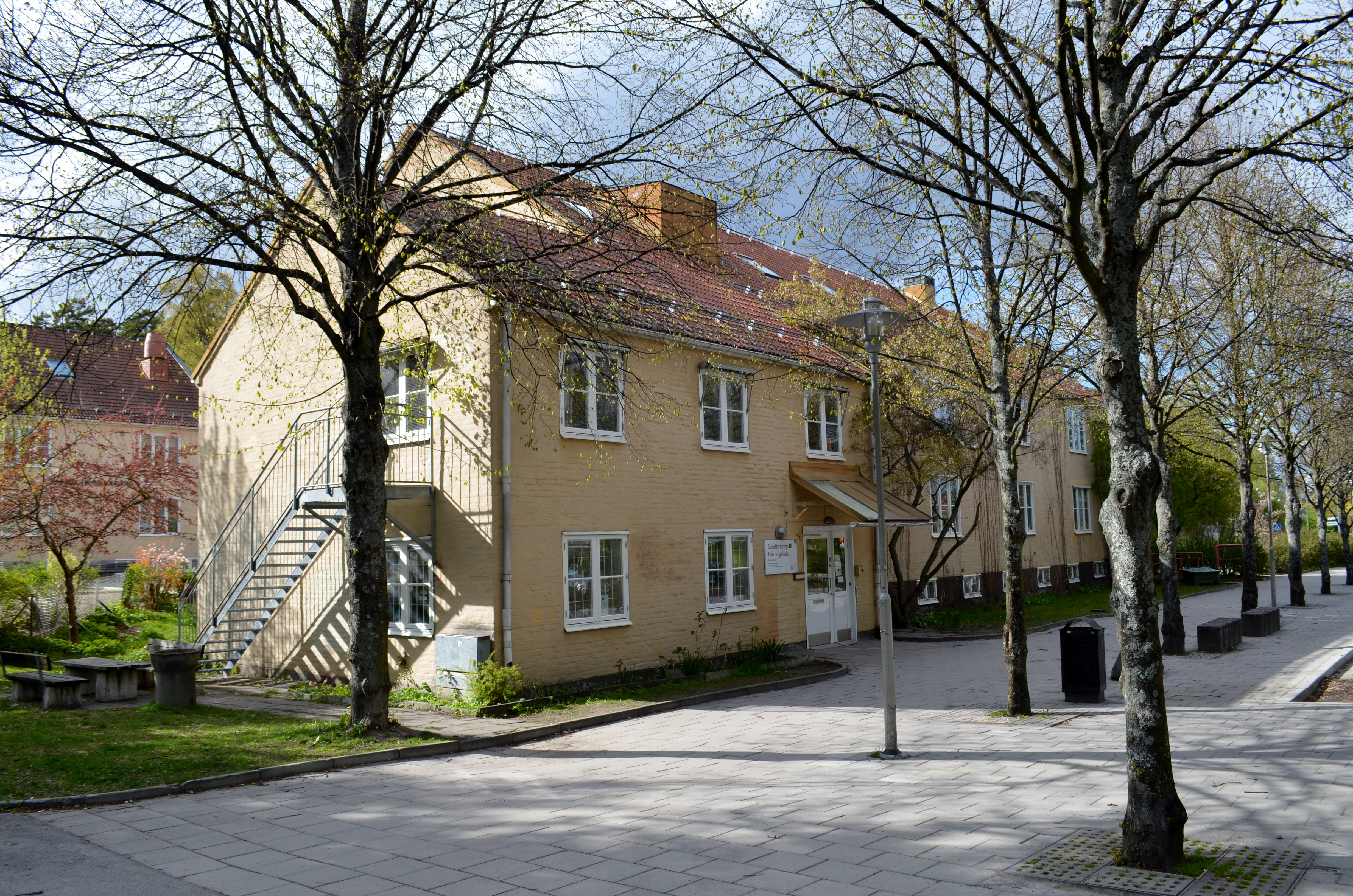
Regementets f.d. kaserner i Rissne, 2014.
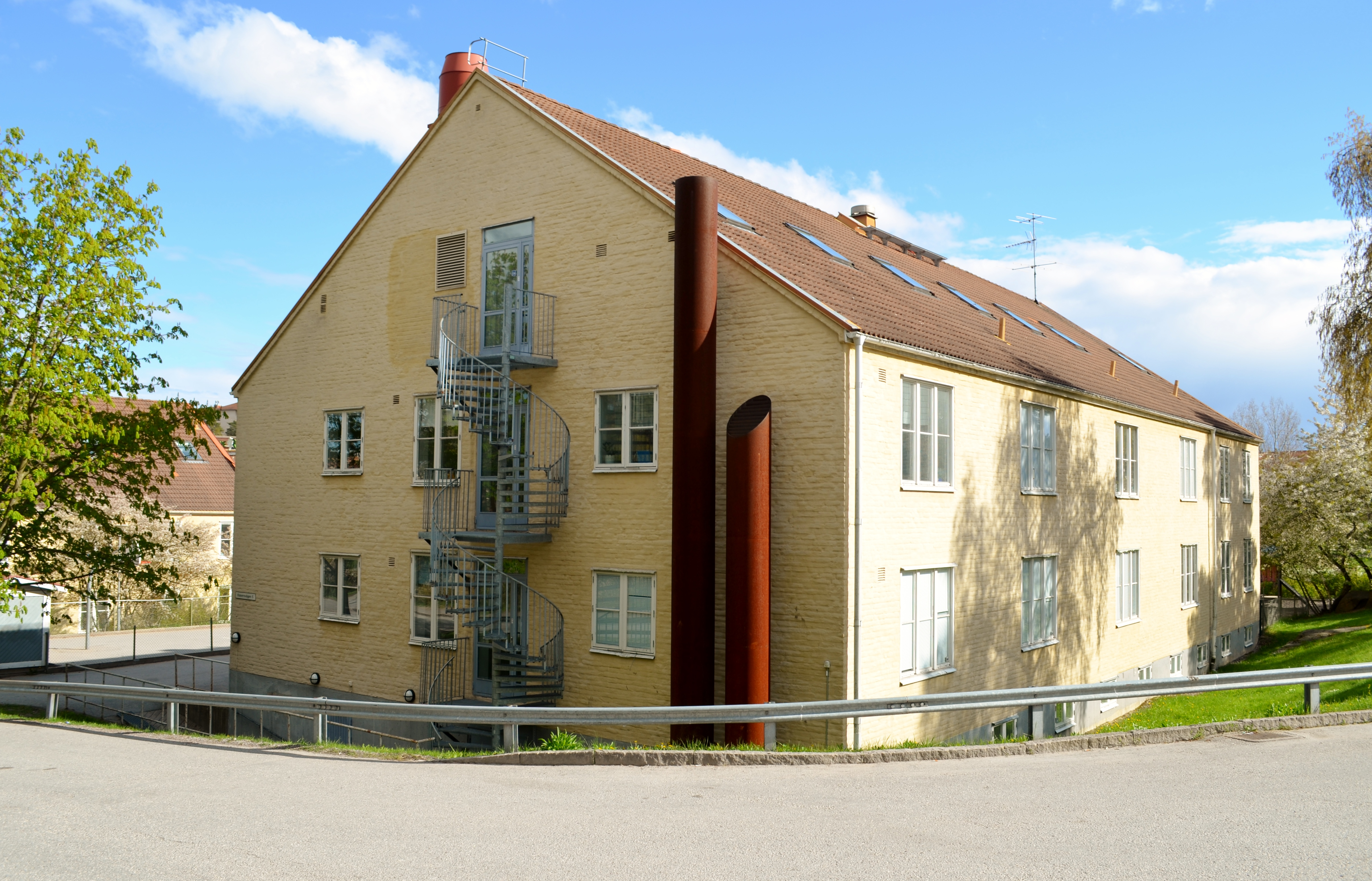
Regementets f.d. kaserner i Rissne, 2014.
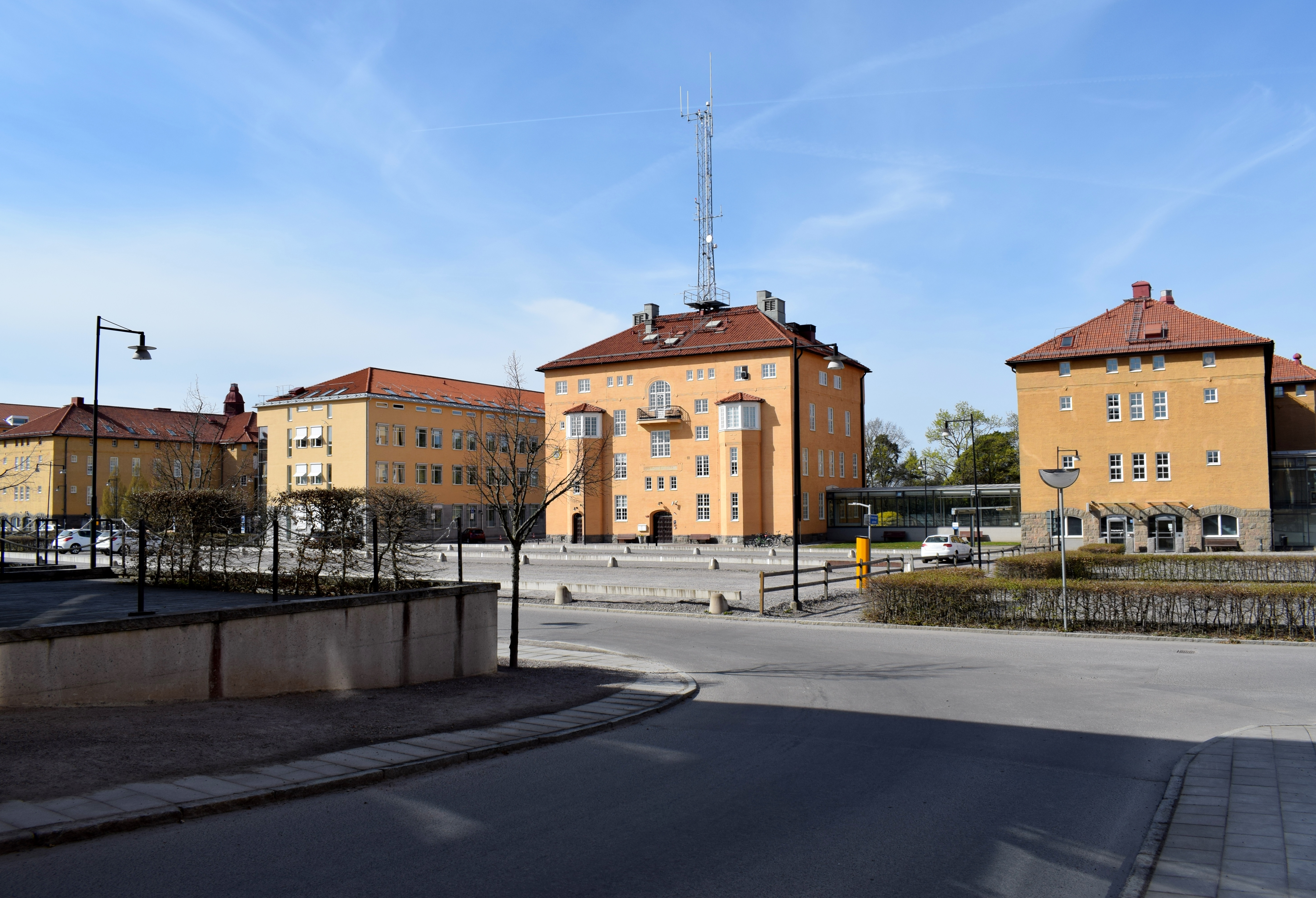
Regementets kanslihus i Linköping.
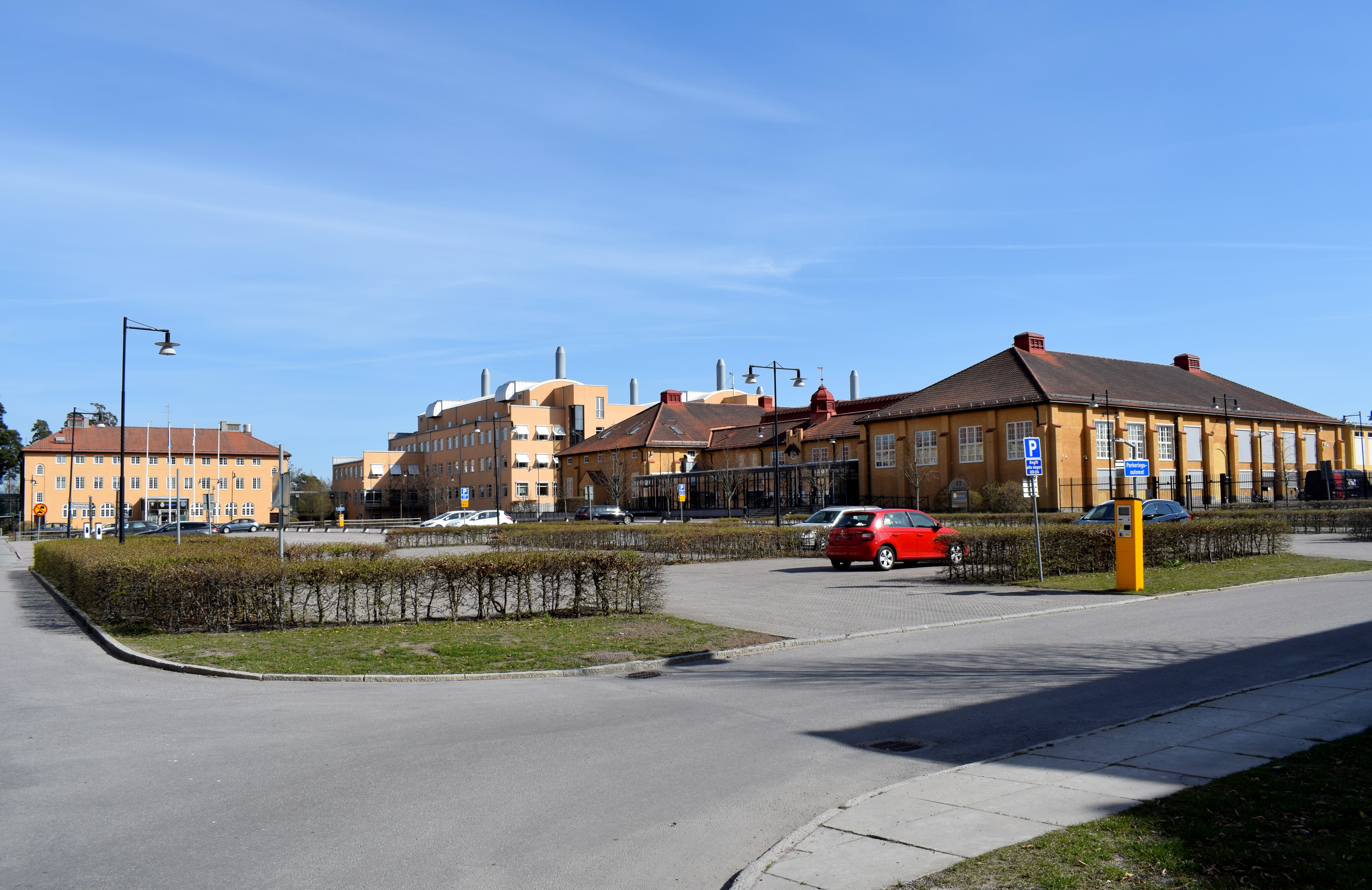
Regementets kaserngård och matsal i Linköping.
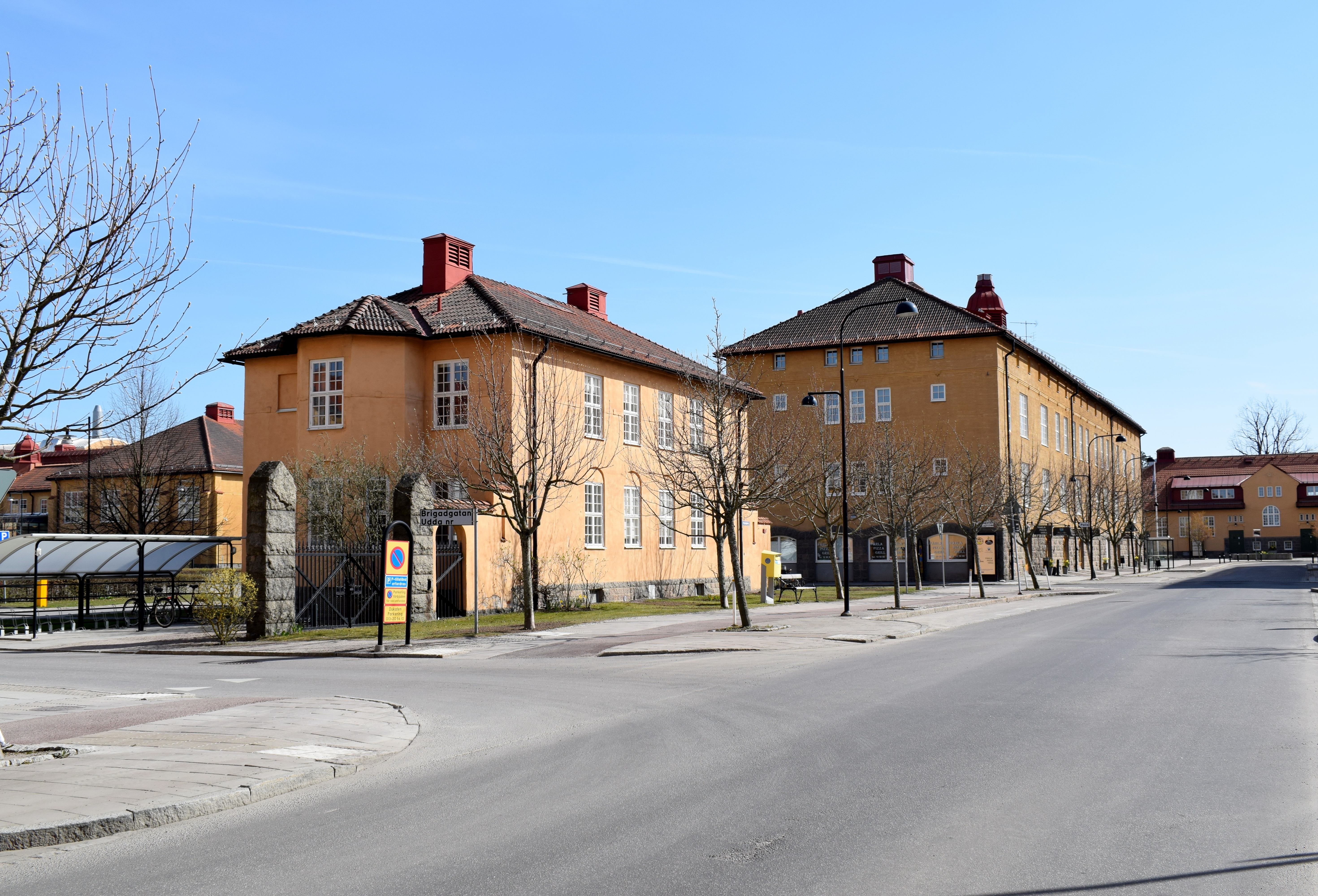
Före detta vaktlokal och entré till regementet i Linköping.
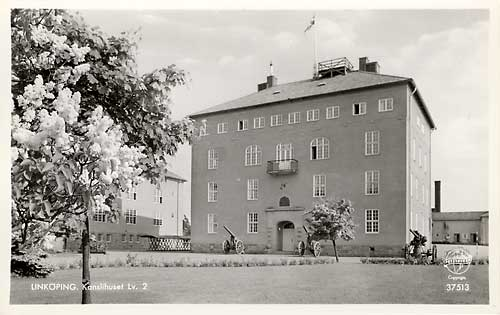
Kanslihuset vid Svea artilleriregemente i Linköping.
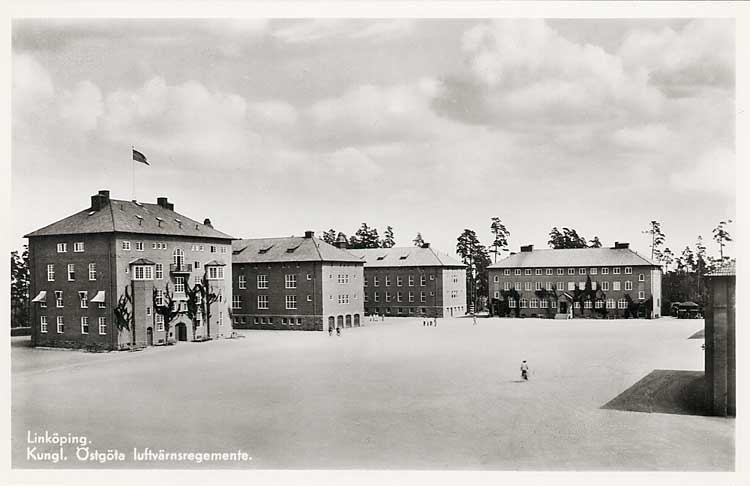
Kaserngården vid Svea artilleriregemente i Linköping.
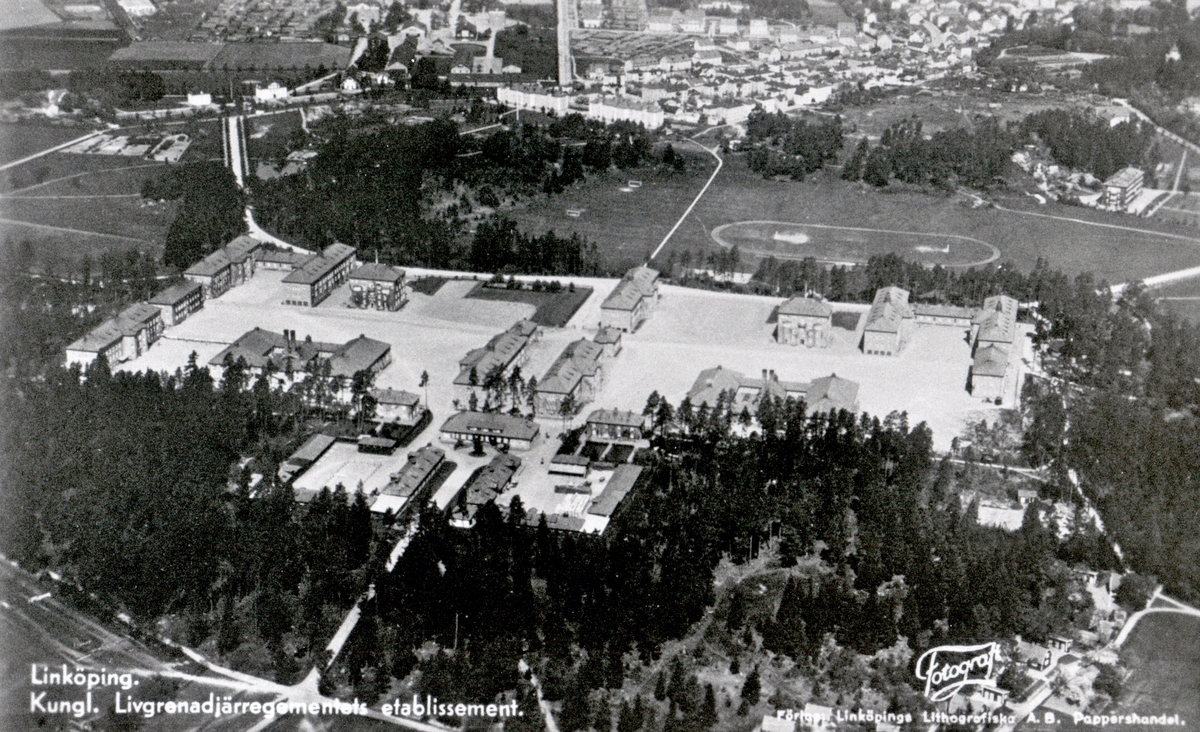
Vy i nordöstlig riktning över dubbelkasernområdet i Linköping.
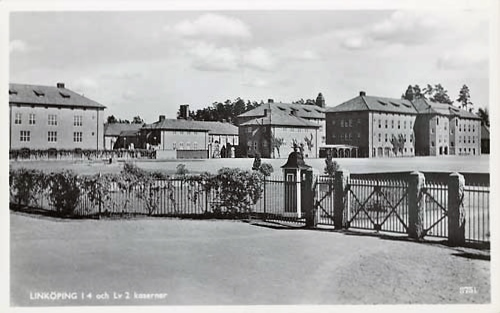
Vy över dubbelkasernområdet i Linköping.
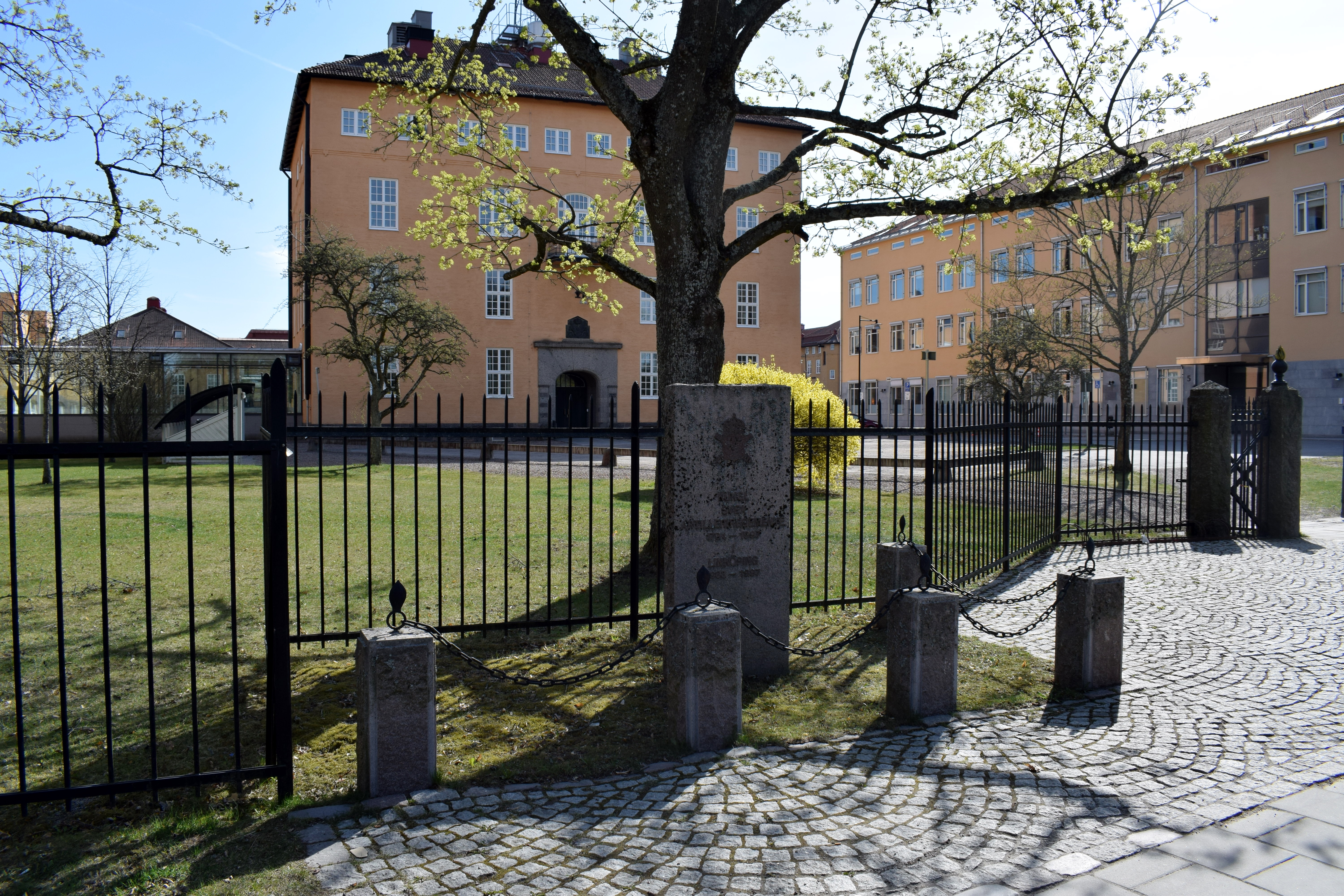
Minnessten över regementets tid i Linköping.